# Veliki voščeni molj
Veliki voščeni molj (znanstveno ime Galleria mellonella) je metuljček, katerega ličinke so pomemben škodljivec v čebeljih panjih.

## Opis
Odrasli metulji majo premer kril med 30 in 41 mm, letajo pa med majem in oktobrom.
V zadnjem času so znanstveniki veliko pozornost namenili ličinkam, ki imajo sposobnost predelave polietilena. V laboratorijskih poizkusih je sto ličink G. mellonella  v 12 urah predelalo 92 miligramov polietilenske nakupovalne vrečke, kar predstavlja potencialno rešitev za predelavo plastike. Za dokončno potrditev pa bo potrebnih še veliko dodatnih raziskav.

## Škodljivec
Ličinke velikega voščenega molja, ki se hranijo s čebeljim voskom, so škodljivec v čebeljih panjih, saj s svojimi iztrebki širijo spore bakterije Bacillus larvae, te pa povzročajo gnilobo čebelje zalege (Pestis apium)

## Sinonimi
Veliki voščeni molj je bil opisan pod mnogimi sinonimi, med katerimi so še danes v veljavi:
- Galleria austrina Felder & Rogenhofer, 1875
- Galleria cerea Haworth, 1811
- Galleria cerealis Hübner, 1825
- Galleria crombrugheela Dufrane, 1930
- Galleria crombrugheella (lapsus)
- Galleria mellomella (lapsus)
- Phalaena mellonella Linnaeus, 1758
- Phalaena cereana Blom, 1764
- Tinea cerella Fabricius, 1775
- Vindana obliquella Walker, 1866